# タップス
『タップス』（原題：Taps）は、1981年に制作されたアメリカ合衆国の映画。デヴァリー・フリーマンの小説の映画化。題名の「タップス」とは戦死者の葬儀に際して演奏される、弔意を表すラッパの事である。
キャッチフレーズは「この学校は、僕達が守る！」。

## あらすじ
バンカーヒル陸軍幼年学校は140年の歴史を持つ名門校である。卒業式を目前にしたその夜、ブライアン・モアランドは、いよいよ最上級生に進級するにあたり、校長・ベイシュ准将から生徒長（少佐）に任命される。ブライアンは有頂天になり、同期のアレックスやデイヴィッドからも祝福される。一方で、同校は時代の波には勝てず廃校の危機に陥っていた。卒業式の華やかな観閲式のスピーチで1年後の廃校が発表され、ベイシュは存続のための抵抗を呼びかける。
学校では卒業ダンスパーティが開催されたが、校門前には町のマイルドヤンキーな若者達が屯し、幼年学校生を冷やかす。学生と若者達は乱闘となり、混乱の中で止めに入ったベイシュの儀礼用コルトM1903が暴発（この場面をじっくりと見ると街の若者の1人がベイシュの背後から腰ホルスターの拳銃に手を伸ばしているのが判る）して若者が死亡し、ベイシュは警察へ連行されるが、心臓発作を起こして重態となる。さらにこの事件を契機に、警察は学校を武装解除し、廃校の前倒しが決定されてしまう。
学内はこのニュースで騒然となり、ブライアンは学生たちを指揮し、武器を手に篭城を開始。ブライアンは憲法を盾に一歩も引かず、学校存続のため、軍人としての「名誉」を胸に、戦い続ける。警察や保護者、そしてカービー大佐との交渉は平行線をたどり、ついに州兵がM48パットン戦車等の重装備で学校を包囲する。学生側にも離脱者は増え、水・電気が止められ苦境に立たされていく。学生の1人が事故で大火傷を負って外部へ搬送され、その際、ブライアンはカービー大佐から入院したベイシュの死を知らされる。
准将の追悼が行われた夜、ついに12歳のチャーリーが犠牲になる。カービー大佐は、全員に夜明けまでの投降を呼びかけるが、デイヴィッドは激しく抵抗する。夜明け前、ブライアンはアレックスと学生生活を回想し、事の重大さを意識し、ついに作戦終了を決断する。ブライアンは残っている全員に整列を命じる。
ところがデイヴィッドが命令を無視し、カービー大佐を狙撃したことから、州兵による一斉攻撃が始まる。デイヴィッドを止めるために、銃弾が飛び交う中をブライアンとアレックスはデイヴィッドが籠城する部屋に駆けつける。そこには銃を撃ちまくれることに喜びを感じている狂った（＝トリガーハッピーと化した）デイヴィッドがいた。外から一斉射撃が襲う。デイヴィッドをかばってブライアンが飛び出す。銃撃が終わり、辛くも銃弾を避けたアレックスが2人のもとに歩み寄るが、2人は既に息絶えていた。そこにカービー大佐らが現れる。アレックスはブライアンの亡骸を抱え、泣きながら外に出て行く。

## キャスト
※括弧内は日本語吹替
- ハーラン・ベイシュ准将 - ジョージ・C・スコット（加藤正之）
- ブライアン・モアランド - ティモシー・ハットン（田中亮一）
- デイヴィッド・ショーン - トム・クルーズ（島田敏）
- アレックス・ドワイヤー - ショーン・ペン（村山明）
- アドルフ・カービー大佐 - ロニー・コックス（若本規夫）
- JC・ピアース - ジャンカルロ・エスポジート（大塚芳忠）
- チャーリー・オーデン - ブレンダン・ウォード（菊池英博）
- デレク - ジョン・P・ナヴィン.Jr（鈴木一輝）
- ジョン・クーパー大尉 - ティム・ワーラー（稲葉実）
- エドワード・ウエスト - エヴァン・ハンドラー（塩屋翼）
- ラスティ - ラスティ・ジェイコブス（二又一成）
- ケヴィン・モアランド - ウェイン・ティピット（小島敏彦）
- ハリス - ドナルド・キンメル（塩屋浩三）
- ロリー - シェイラ・ マーラ（榊原良子）
- フェリス - ジェス・オスナ（西村知道）
- バグ - ビリー・バン・ザント（山口健）
- 候補生 - （浪川大輔）

日本語吹替その他出演︰芝夏美、幹本雄之、山田礼子
日本語吹替スタッフ 翻訳︰額田やえ子、演出︰岡本知、制作︰グロービジョン

## 評価
レビュー・アグリゲーターのRotten Tomatoesでは25件のレビューで支持率は68%、平均点は6.20/10となった。Metacriticでは5件のレビューを基に加重平均値が49/100となった。